# 権利
権利（けんり、英: rights）とは、ある行為における正当性の根拠となる能力、または資格のことである。法律上は一定の利益を主張または享受する事を法により認められた地位、或いは他人に対し一定の行為や不作為を求めることができる地位のことを指す。
法治主義の下において各個人が有する権利とは、社会制度との関係においてそれが保障されるか否かが問われるものであることから、権利は法に基づき各個人に付与される特権として理解される。ただし人権は、社会や国家などの制度以前に先行して存在すると解釈されることがある。
なお、日本語の「権利」という語は西周によるものとする説もあるが、『日本国語大辞典 第二版』には「中国近代の洋学書である丁韙良訳の「万国公法」（一八六四）からの借用と思われる」とある。
権利の具体例としては、「所有権」「生存権」「選挙権」「黙秘権」「幸福追求権」などが挙げられる。これらの例からも分かるように、日本語の「◯◯権」という名称の権利は、すべて「◯◯をする（ことができる）権利」の省略形として命名されている。

## 法と権利
権利の観念の元を生み出したヨーロッパの言語において、権利はラテン語でjus、英語でRight、ドイツ語でRecht、フランス語でdroit、イタリア語でdirittoである。これらの語は正義も意味し、権利と正当性はしばしば混同される。法哲学においては、自然法学と法実証主義の間で対立する見解が存在する。この論争は、「人民と王との間の社会契約により自然法が破棄される」と唱えたトマス・ホッブズと、それに反発し、自然法の普遍性を唱えたジョン・ロックの対立に由来する。ドイツ法哲学においては、法と権利を区別する場合は「客観的」または「主観的」という形容詞を付する。例えば、ドイツ語においては、objektives Rechtは法の意味であるのに対し、subjektives Rechtは権利の意味である。

## 伝統的な性質論・定義付け
権利の意味については様々な見解が唱えられているが、大まかに分類すると、伝統的には、法により保護された利益が権利であるとする見解（利益説）と、法により保障された意思または意欲の力が権利であるとする見解（意思説）との対立がある。
前者の利益説は、法が一定内容の義務を他人に課すことにより保護される特定個人の利益を権利とする考え方である（ベンサム、イェーリング）。しかし、金銭の借主が経済的に困窮している例にすると、このような場合にも貸主には借金を返してもらう権利はあるとされるが、そのことによる具体的な利益があるとは言い難い。従って、利益をもって権利とするのであれば、利益の内容は相当抽象的なものにならざるを得ない。また、権利の主体的・能動的な側面を重視する立場からは、受益的な側面を強調しているという点で妥当性を欠くことになる。
後者の意思説は、法規範により自分が表現した意思により企図する効果を実現することができる力を権利とする考え方である（カント、サヴィニー）。しかし、このような考え方についても、意思・意欲を期待することが出来ない乳幼児は権利の主体になることは出来ないのかという問題を抱える。従って、この見解によっても意思の内容は相当抽象的にならざるを得ない。なお、意思説のバリエーションとして、他者に対する一種の支配権を権利とする見解（選択説）もあるところ（ハート）、当然、選択能力のない乳幼児の問題が生じる。
また、以上のような問題点を指摘した上で、純粋法学の立場から権利は法の一部に他ならないとする見解も主張される（ケルゼン）。この見解は、法規範の適用、すなわちサンクションの執行の手続が特定の者の意思の表明に依存する場合に、当該人の具体的な利益や意思に関わらず権利を有すると観念され、権利とはサンクションの執行手続を発動する意思を表明する資格がある者との関係における法規範であるとする。

## 用法による分析
近時、類と種差により権利概念を定義することは、種差を決定する要素に関する基準を見出しえないこと等から困難とされており（「権利」概念に限らず、法学における基本的な概念は同様の困難さを有する）、定義よりは用法により権利概念を解明すべきとの見解もある。
権利の性質については、伝統的には概ね以上のような見解の対立があるが、冒頭に書いたとおり、定義づけにより権利概念を解明するのではなく、権利という言葉の用法により解明する方向もある。
この点、英米の法理学においては、ホーフェルド以来、権利概念について以下のような用法の分析が試みられている。
claim（狭義の権利、請求権）
XがYに対して一定の行為を請求でき、YはXに対してそれを履行しなければならない場合を想定したものであり、その場合におけるXが有するものを狭義の権利（または請求権）といい、Yが有するものを義務という。この場合、義務がなければ権利も存在しない関係にある。なお、ここでいう「請求権」はドイツ私法学における Anspruch の訳語としての請求権とは異なるものである。
liberty（自由）
Xがある行為をしてもしなくても他人から干渉されない場合を想定したものであり、その場合におけるXが有するものを自由という。対応する他人の義務は、せいぜい干渉をしないという一般的義務しか想定できない。
power（権能）
Xがその意思に基づきX自身や他人の権利・義務などの法的地位を変更できる場合を想定したものであり、その場合におけるXが有するものを権能という。財産の譲渡や遺言などの行為が想定される。
immunity（免除）
Xが他人から一定の義務を課せられない状態にあることを想定したものであり、その場合におけるXに対する保障を免除という。

## 権利の分類

### 私権と公権
私権
民法を中心とする私法上の権利のことをいい、相互に対等な者との間の法律関係を権利義務関係で捉えることを前提にした概念である。権利の性質に関する前述の利益説と意思説の対立は主に私権の性質をめぐるものであるし、権利という概念はもともと私権を元にして成立したものでもある。
公権
公法上の権利のことをいい、国家と私人とが権利義務関係にあるという考え方を前提として成立する概念である。
公権はさらに、国家が私人に対して有する国家的公権と、私人が国家に対して有する個人的公権に分かれる。前者はいわゆる国家権力または国家機関の権限であり、刑罰権、警察権などが該当する。後者はいわゆる基本的人権（幸福追求権、自由権など）と言われるものがその中心をなすほか、法律により個別的に保障されるものもある。
もっとも、私法と公法との区別に問題があるように、どのような権利が私権になるか公権になるかは、明確ではない場合もある。例えば、国家賠償請求権は、国家と私人との関係という点からは公権としての性質を有するとも言えるが、不法行為に基づく損害賠償請求権の一種としてとらえると、財産権の主体である国庫と私人との関係であり私権と考えることも可能である。

### 財産権・人格権・身分権
財産権
経済的な利益、経済的取引の客体を目的とする権利のことをいい、私権の中心をなす。物権、債権など。
人格権
名誉、氏名、プライバシーなど人格的な利益を目的とする権利をいう。最も、本来的には経済的利益を目的とするものではないが、それが侵害された場合には不法行為を構成するため、最終的には損害を金銭評価して損害賠償請求の対象となるのはもちろんである（侵害が継続的に行われる場合は人格権に基づく差止が認められることがある）。
身分権
一定の親族関係にあることに基づく権利のことをいう。人格権もそうであるが、財産権と比較した場合に一身専属性を有することを原則とすることに特色がある。また、身分権の中には権利でありながら義務としての性質を有するものもある（親権など）。

### 物権と債権
物権
人の物に対する権利、すなわち特定の物を直接的に支配する権利で「全ての人に対して」主張できる権利のことをいい、代表的なものは所有権である。ほかに、用益物権（地上権など）、担保物権、占有権がある。
債権
人の人に対する権利、すなわち「特定の者に対して」特定の行為を主張できる権利のことをいう。日常用語では金銭給付を求めうる権利（金銭債権）という意味に限定して用いられることもあるが、法学上は金銭給付に限定されない（特定物債権などがある）。

### 自由権と社会権
自由権
国家の介入を排除して個人の自由を保障する権利。国家からの自由ともいわれる。消極的権利。身体の自由、精神の自由、経済活動の自由。
社会権
国家に対して一定の施策を求めることのできる権利。国家による自由ともいわれる。積極的権利。代表的なものが生存権、社会保障を受ける権利。

## 論理学と権利
様相論理の一つである義務論理では、通常の論理学とは異なり、「～する権利がある」、「～する義務がある」といった命題を取り扱うことができる。義務論理学では「権利」と「義務」はド・モルガン双対の関係にあるとされる。すなわち、「～しない権利はない」ことを「義務」と定義する。